# Liste des œuvres d'art de l'Oise
Cet article vise à recenser les œuvres d'art dans l'espace public de l'Oise, en France.

## Liste
Les œuvres sont classées par ordre alphabétique de communes et, au sein de celles-ci, par ordre chronologique d'installation, dans la mesure des informations disponibles.

### Sculptures
| Œuvre                                                                | Auteur                               | Commune                | Localisation | Notes | Installation | Coordonnées                      | Illustration |
| -------------------------------------------------------------------- | ------------------------------------ | ---------------------- | --- | --- | ------------ | -------------------------------- | --- |
| Statue de Jeanne d'Arc,                                              | Jules Déchin                         | Beaulieu-les-Fontaines | Rue Jeanne d'Arc | Représente Jeanne d'Arc. L'originale de 1909 réalisée par Charles Desvergnes érigée chemin d'Avricourt est fondue sous le régime de Vichy, dans le cadre de la mobilisation des métaux non ferreux. | À déterminer | à géolocaliser                   | Image manquante |
| Statue de Jeanne Hachette                                            | Vital Gabriel Dubray                 | Beauvais               | Sur la place Jeanne-Hachette | | 1851         | 49° 25′ 50″ nord, 2° 04′ 58″ est | Statue de Jeanne Hachette |
| Statue de Jean Racine                                                | Eugène Bénet                         | Beauvais               | Intersection de la rue Jean Racine et de la rue Philippe de Dreux                                                                | Représente Jean Racine. | À déterminer | 49° 25′ 57″ nord, 2° 05′ 00″ est | Statue de Jean Racine |
| L'Avelon et le Thérain                                               | Henri-Léon Gréber                    | Beauvais               | Dans le square Jules Brière | | 1908         | à géolocaliser                   | L'Avelon et le Thérain« L'Avelon et le Thérain à Beauvais », sur e-monumen                                                                             |
| Buste du maréchal Foch,                                              | Robert Delandre                      | Beauvais               | Intersection de la rue du maréchal Leclerc, du boulevard Amyot d'Inville et de la rue saint Pierre                               | Représente Ferdinand Foch. | 1938         | 49° 25′ 59″ nord, 2° 04′ 40″ est | Buste du maréchal Foch |
| Cône                                                                 | Nissim Merkado                       | Beauvais               | Dans le lycée Paul Langevin, à côté des terrains de basket                                                                       | | 1977         | 49° 24′ 53″ nord, 2° 06′ 35″ est | Image manquante |
| Hommage aux Maréchaux : Juin, Leclerc, Koenig, De Lattre de Tassigny | Charles Correia                      | Beauvais               | Sur le giratoire des maréchaux                                                                                                   | | 1988         | 49° 26′ 03″ nord, 2° 05′ 23″ est | Hommage aux Maréchaux : Juin, Leclerc, Koenig, De Lattre de Tassigny                                                                                   |
| Buste de Philéas Lebesgue                                            | Jacques Gestalder                    | Beauvais               | Intersection du boulevard du général de Gaulle et de la rue des Jacobins                                                         | Représente Philéas Lebesgue. | 2009         | à géolocaliser                   | Buste de Philéas Lebesgue |
| Décoration du château d'eau                                          | Takis                                | Beauvais               | Avenue Jean Moulin, quartier Argentine                                                                                           | | 1992         | 49° 26′ 13″ nord, 2° 05′ 55″ est | Sans titre |
| Statue du maréchal Joseph Joffre,                                    | Edgar Boutry                         | Chantilly              | Avenue du Maréchal-Joffre (RD 1016)                                                                                              | Représente Joseph Joffre. | 1930         | 49° 11′ 25″ nord, 2° 27′ 48″ est | Statue de Joseph Joffre |
| Statue équestre d'Henri d'Orléans,                                   | Jean-Léon Gérôme                     | Chantilly              | Hémicycle du duc d'Aumale | Représente Henri d'Orléans. | 1899         | 49° 11′ 38″ nord, 2° 28′ 36″ est | Statue équestre d'Henri d'Orléans |
| Statue du maréchal Ferdinand Foch,                                   | Firmin Michelet                      | Compiègne              | Dans la clairière de l'Armistice                                                                                                 | Représente Ferdinand Foch. | 1937         | 49° 25′ 39″ nord, 2° 54′ 26″ est | Statue du maréchal Ferdinand Foch |
| Buste de Robert Fournier-Sarlovèze,                                  | Maxime Real del Sarte                | Compiègne              | Intersection de la rue Jeanne d'Arc et de la rue d'Austerlitz                                                                    | Représente Robert Fournier-Sarlovèze. | 1950         | 49° 25′ 06″ nord, 2° 49′ 20″ est | Buste de Robert Fournier-Sarlovèze |
| Statue de Jeanne d'Arc,                                              | Frédéric-Étienne Leroux              | Compiègne              | Sur la place de l'hôtel de ville                                                                                                 | Représente Jeanne d'Arc. | 1895         | 49° 25′ 04″ nord, 2° 49′ 32″ est | Statue de Jeanne d'Arc |
| Statue équestre de Jeanne d'Arc,                                     | Emmanuel Frémiet                     | Compiègne              | Rue d'Amiens | | 1960         | 49° 25′ 15″ nord, 2° 49′ 21″ est | Image manquante |
| Seize objets dans la ville                                           | Guy de Rougemont                     | Creil                  | Rue Henri-Dunant | | 1985         | 49° 15′ 08″ nord, 2° 28′ 02″ est | Image manquante |
| Buste de Michel Dupuy                                                | À déterminer                         | Crépy-en-Valois        | À déterminer | Représente Michel Dupuy. | À déterminer | à géolocaliser                   | Buste de Michel Dupuy |
| Pierres galantes                                                     | Anne Rochette                        | Dives                  | Parc de l'ancien château | | 2007         | 49° 35′ 20″ nord, 2° 53′ 14″ est | Image manquante |
| Statue de Jean-Jacques Rousseau                                      | Henri-Léon Gréber                    | Ermenonville           | Intersection de la rue Jean-Jacques Rousseau et de la rue du prince Radziwill                                                    | Représente Jean-Jacques Rousseau. | 1908         | 49° 07′ 32″ nord, 2° 41′ 39″ est | Statue de Jean-Jacques Rousseau |
| Monument au prince Léon Radziwill                                    | À déterminer                         | Ermenonville           | Sur la place Léon Radziwill, à côté du monument aux morts, au bord de la rue du prince Radziwill                                 | Représente Léon Radziwill. | À déterminer | 49° 07′ 33″ nord, 2° 41′ 46″ est | Monument au prince Léon Radziwill |
| Buste du général Louis Warabiot,                                     | À déterminer                         | Grandvilliers          | Place Barbier, à côté de l'église saint Gilles                                                                                   | | 1966         | 49° 39′ 54″ nord, 1° 56′ 27″ est | Buste du général Louis Warabiot |
| Buste de Guy Patin,                                                  | Frédéric-Étienne Leroux              | Hodenc-en-Bray         | Sur la place Gui Patin, au bord de la RD 22                                                                                      | Représente Guy Patin. | 1898         | à géolocaliser                   | Buste de Guy Patin« Monument à Guy Patin à Hodenc-en-Bray », sur À nos grands hommes,« Monument à Guy (ou Gui) Patin à Hodenc-en-Bray », sur e-monumen |
| Statue de saint Louis                                                | Laurent Marqueste                    | La Neuville-en-Hez     | Dans le parc surplombant la rue Saint-Louis (RD 55)                                                                              | Représente Louis IX. | 1879         | 49° 24′ 07″ nord, 2° 19′ 23″ est | Statue de saint Louis |
| Buste du commandant Georges Guesnet                                  | À déterminer                         | La Neuville-en-Hez     | Sur la place verte, entre la rue Georges Guesnet et la rue Eugène Corbillon                                                      | Le buste d'origine est fondu sous le régime de Vichy, dans le cadre de la mobilisation des métaux non ferreux.                                                                                      | À déterminer | 49° 24′ 14″ nord, 2° 19′ 41″ est | Buste du commandant Georges Guesnet |
| Buste de Philéas Lebesgue                                            | Jean Terzieff                        | La Neuville-Vault      | Rue Philéas Lebesgue | Représente Philéas Lebesgue. | À déterminer | 49° 29′ 12″ nord, 1° 57′ 02″ est | Image manquante |
| Statue équestre d'un jockey                                          | À déterminer                         | Lamorlaye              | Sur le rond point de la rue Michel Bléré et de l'avenue de la Libération (RD 1016)                                               | | 1997         | 49° 09′ 08″ nord, 2° 26′ 37″ est | Statue équestre d'un jockey |
| Statue du duc de La Rochefoucauld,                                   | Hippolyte Maindron                   | Liancourt              | Place La-Rochefoucauld | Représente François XII de La Rochefoucauld. La statue d'origine de 1861 est fondue sous le régime de Vichy, dans le cadre de la mobilisation des métaux non ferreux.                               | 1951         | 49° 19′ 47″ nord, 2° 27′ 51″ est | Statue du duc de La Rochefoucauld |
| Buste de la République                                               | À déterminer                         | Méru                   | Sur la place de l'hôtel de ville                                                                                                 | Le buste original en bronze réalisé par Jean-Antoine Injalbert en 1892 est fondu sous le régime de Vichy, dans le cadre de la mobilisation des métaux non ferreux.                                  | À déterminer | à géolocaliser                   | Image manquante |
| Buste de Jean Jaurès,                                                | Laury Dizengremel                    | Méru                   | Rue des martyrs de la Résistance                                                                                                 | Représente Jean Jaurès. Le buste d'origine est fondu sous le régime de Vichy, dans le cadre de la mobilisation des métaux non ferreux.                                                              | 1985         | 49° 14′ 10″ nord, 2° 08′ 02″ est | Image manquante |
| Monument à Alexandre Perrotte                                        | À déterminer                         | Noailles               | À déterminer | | À déterminer | à géolocaliser                   | Monument à Alexandre Perrotte |
| Buste d'Ernest Noël                                                  | Marius Cladel                        | Noyon                  | Square du Lieutenant-Ducloux | Représente Ernest Noël. | 1935         | à géolocaliser                   | Image manquante |
| De Vallende Man (nl)                                                 | Copie de Cor van Kralingen (nl)      | Orry-la-Ville          | Dans le cimetière militaire néerlandais                                                                                          | L'original est situé dans le cimetière (nl) de Crooswijk. | 1956         | 49° 08′ 36″ nord, 2° 32′ 19″ est | De Vallende Man |
| Statue de Saint Louis                                                | À déterminer                         | Pont-Sainte-Maxence    | À déterminer | Représente Louis IX. | À déterminer | à géolocaliser                   | Statue de Saint Louis |
| Statue des frères Haüy                                               | À déterminer                         | Saint-Just-en-Chaussée | Sur la place René-Benoist, devant la mairie                                                                                      | Représente René Just Haüy et Valentin Haüy. | 1903         | à géolocaliser                   | Statue des frères Haüy |
| Statue d'Anne de Kiev                                                | Myhkolay Znobade et Valentyn Znobade | Senlis                 | À déterminer | Représente Anne de Kiev. | À déterminer | à géolocaliser                   | Statue d'Anne de Kiev |
| Buste d'Henri IV                                                     | À déterminer                         | Senlis                 | Dans une niche sur la façade de l'hôtel de ville                                                                                 | Représente Henri IV. | À déterminer | à géolocaliser                   | Buste d'Henri IV |
| Le Grand Cerf                                                        | Copie de Pierre Louis Rouillard      | Senlis                 | Sur le rond point de la place du Chalet                                                                                          | | 1991         | 49° 12′ 23″ nord, 2° 35′ 22″ est | Le Grand Cerf |
| Statue de Thomas Couture                                             | Félix Schivo                         | Senlis                 | Au bord du parking entre le cours Thoré-Montmorency (RD 924) et la rue Thomas Couture, à l'intersection avec la rue saint Pierre | Représente Thomas Couture. | 1989         | à géolocaliser                   | Image manquante |
| Monument à Jean-Jacques Rousseau                                     | Henri-Léon Gréber                    | Trie-Château           | Dans le parc Maurice Froment, derrière la mairie                                                                                 | Représente Jean-Jacques Rousseau. Également appelé Jean-Jacques Rousseau écrivant sous l'inspiration de la Vérité et de la Nature.                                                                  | 1911         | à géolocaliser                   | Monument à Jean-Jacques Rousseau« Monument à Jean-Jacques Rousseau à Trie-Château », sur À nos grands hommes                                           |

### Monuments pour une bataille ou un événement
| Œuvre                                                | Auteur       | Commune         | Localisation                                                                       | Notes | Installation | Coordonnées                      | Illustration                                       |
| ---------------------------------------------------- | ------------ | --------------- | ---------------------------------------------------------------------------------- | --- | ------------ | -------------------------------- | -------------------------------------------------- |
| Obélisque de l'atterrissage du ballon Armand Barbès, | À déterminer | Épineuse        | Intersection de la rue Armand Barbès et de la RD 161 : rue Gambetta et rue Spuller | Un buste en bronze représentant Léon Gambetta réalisé par Henri-Léon Gréber est érigé dessus en 1909. Il est fondu sous le régime de Vichy, dans le cadre de la mobilisation des métaux non ferreux. Un buste de remplacement très différent en pierre est installé en 1993. | 1889         | 49° 23′ 51″ nord, 2° 33′ 18″ est | Image manquante                                    |
| Plaque commémorative de la bataille de Montépilloy   | À déterminer | Montépilloy     | Sur le mur nord de l'église Saint-Jean-Baptiste                                    | Commémore la bataille de Montépilloy. Le médaillon représente Jeanne d'Arc. | À déterminer | à géolocaliser                   | Plaque commémorative de la bataille de Montépilloy |
| Monument du millénium                                | À déterminer | Nogent-sur-Oise | Rue du général de Gaulle, à côté de l'hôtel de ville                               | | À déterminer | 49° 16′ 29″ nord, 2° 28′ 04″ est | Monument du millénium                              |

### Fontaines
| Œuvre                      | Auteur                                | Commune             | Localisation | Notes | Installation | Coordonnées                      | Illustration                              |
| -------------------------- | ------------------------------------- | ------------------- | --- | --- | ------------ | -------------------------------- | ----------------------------------------- |
| Fontaine                   | À déterminer                          | Beauvais            | Intersection de la rue Carnot, de la rue saint Pierre et de la rue des Jacobins                                                               | | À déterminer | 49° 25′ 52″ nord, 2° 05′ 01″ est | Fontaine                                  |
| Fontaine des amis des Arts | Henri-Léon Gréber                     | Beauvais            | Avenue Foch | Également appelée Fontaine Gréber ou Naissance de Vénus. Érigée rue de la Frette en 1906. Endommagée par les bombardements de 1940. | À déterminer | 49° 25′ 49″ nord, 2° 04′ 51″ est | Fontaine des amis des Arts                |
| Fontaine                   | À déterminer                          | Bornel              | Sur la place de l'église, devant la poste | | À déterminer | 49° 11′ 51″ nord, 2° 12′ 27″ est | Fontaine à Bornel                         |
| Fontaine                   | À déterminer                          | Chantilly           | Sur la place Omer Vallon | | À déterminer | 49° 11′ 39″ nord, 2° 27′ 56″ est | Fontaine à Chantilly                      |
| Fontaine Wallace           | Copie d'après Charles-Auguste Lebourg | Chantilly           | Sur la place Maurice Versepuy, au bord de la rue de Gouvieux (RD 909)                                                                         | | À déterminer | 49° 11′ 36″ nord, 2° 27′ 51″ est | Fontaine Wallace                          |
| Fontaine                   | À déterminer                          | Creil               | Intersection de la rue Aristide Briand et de la rue de République                                                                             | | À déterminer | 49° 15′ 31″ nord, 2° 28′ 35″ est | Fontaine à Creil                          |
| Bassin-fontaine            | À déterminer                          | Creil               | Sur le rond-point de la place Carnot | | À déterminer | 49° 15′ 45″ nord, 2° 28′ 18″ est | Bassin-fontaine à Creil                   |
| Fontaine                   | À déterminer                          | Ermenonville        | Dans le square à l'intersection de la rue Jean-Jacques Rousseau et de la rue du prince Radziwill, derrière la statue de Jean-Jacques Rousseau | | 1911         | 49° 07′ 32″ nord, 2° 41′ 40″ est | Fontaine à Ermenonville                   |
| Fontaine                   | À déterminer                          | Formerie            | À déterminer | | À déterminer | 49° 39′ 00″ nord, 1° 43′ 49″ est | Fontaine à Formerie                       |
| Fontaine                   | À déterminer                          | Formerie            | Rue de la Paix | | À déterminer | 49° 38′ 57″ nord, 1° 44′ 04″ est | Fontaine à Formerie                       |
| Fontaine Saint-Louis       | À déterminer                          | La Neuville-en-Hez  | Intersection de la rue Saint-Louis (RD 55) et de la route de la fontaine                                                                      | | À déterminer | 49° 24′ 09″ nord, 2° 19′ 25″ est | Fontaine Saint-Louis                      |
| Fontaine Wallace           | Copie d'après Charles-Auguste Lebourg | Méru                | Sur la place de l'hôtel de ville | | À déterminer | 49° 14′ 10″ nord, 2° 08′ 08″ est | Image manquante                           |
| Fontaine                   | À déterminer                          | Mortefontaine       | Au bord de la rue Gérard-de-Nerval (RD 922), dans un renfoncement du mur d'enceinte du château de Mortefontaine                               | Classé MH (1946). | À déterminer | 49° 06′ 38″ nord, 2° 36′ 06″ est | Fontaine à Mortefontaine                  |
| Fontaine du Dauphin        | François Masson                       | Noyon               | Place Bertrand Labarre | Représente Louis XVI et Marie-Antoinette d'Autriche.                                                                                | 1770         | 49° 34′ 50″ nord, 3° 00′ 00″ est | Fontaine du Dauphin                       |
| Fontaine pyramidale        | À déterminer                          | Saint-Germer-de-Fly | Place de Verdun | | À déterminer | 49° 26′ 33″ nord, 1° 46′ 51″ est | Fontaine pyramidale à Saint-Germer-de-Fly |
| Fontaine                   | À déterminer                          | Saint-Germer-de-Fly | À déterminer | | À déterminer | 49° 26′ 35″ nord, 1° 46′ 48″ est | Fontaine à Saint-Germer-de-Fly            |
| Fontaine Wanamaker         | À déterminer                          | Sarcus              | Intersection de la rue du maréchal Leclerc et de la rue du maréchal Foch                                                                      | | 1935         | 49° 41′ 10″ nord, 1° 52′ 02″ est | Fontaine Wanamaker                        |
| Fontaine                   | À déterminer                          | Senlis              | Place Henri IV | | À déterminer | 49° 12′ 19″ nord, 2° 34′ 59″ est | Fontaine à Senlis                         |

### Œuvres disparues ou retirées
| Œuvre                            | Auteur              | Commune       | Localisation                                                                                          | Notes | Installation | Coordonnées    | Illustration |
| -------------------------------- | ------------------- | ------------- | --- | --- | ------------ | -------------- | --- |
| Statue du docteur Ernest Gérard, | Henri-Léon Gréber   | Beauvais      | Place Ernest-Gérard                                                                                   | Fondue sous le régime de Vichy, dans le cadre de la mobilisation des métaux non ferreux.                                                                 | 1895         | à géolocaliser | Image manquante |
| Buste de Cyprien Desgroux,       | Henri-Léon Gréber   | Beauvais      | Dans le jardin public à l'intersection de la rue de La Madeleine et du boulevard du Général-De-Gaulle | Représentait Cyprien Desgroux. Fondu sous le régime de Vichy, dans le cadre de la mobilisation des métaux non ferreux. Le piédestal est resté vide.      | 1895         | à géolocaliser | Buste de Cyprien Desgroux« Monument à Cyprien Desgroux à Beauvais », sur À nos grands hommes,« Monument à Cyprien Desgroux à Beauvais », sur e-monumen          |
| Le Bellovaque vainqueur,         | Henri-Léon Gréber   | Beauvais      | Square Jules Brière                                                                                   | Également appelé Jeune Bellovaque vainqueur. Fondue sous le régime de Vichy, dans le cadre de la mobilisation des métaux non ferreux.                    | 1911         | à géolocaliser | Image manquante |
| Statue du major François Otenin, | Émile Pinchon       | Compiègne     | À l'extrémité du cours Guynemer                                                                       | Représentait François Otenin. Le bas-relief sur le piédestal représentait Jacques-François de Lancry. Également appelée Monument aux défenseurs de 1814. | 1914         | à géolocaliser | Image manquante |
| Buste du général Henri Saget,    | Gustave Crauk       | Grandvilliers | Place publique                                                                                        | | 1878         | à géolocaliser | Buste du général Henri Saget« Monument au général Saget à Grandvilliers », sur À nos grands hommes,« Monument au général Saget à Grandvilliers », sur e-monumen |
| Statue de Jacques Sarrazin,      | Dominique Molknecht | Noyon         | Dans le cours Druon                                                                                   | Représentait Jacques Sarrazin. Fondue sous le régime de Vichy, dans le cadre de la mobilisation des métaux non ferreux. Le piédestal est resté vide.     | 1851         | à géolocaliser | Image manquante |